# Чинкадзееби
Чинкадзееби (груз. ჭინკაძეები) — село в Кедском муниципалитете Грузии.

## География
Село находится на правом берегу реки Аджарисцкали, на расстоянии в 23 километрах от посёлка городского типа Кеда, административного центра муниципалитета. Абсолютная высота — 480 метров над уровнем моря.

## Население
По данным переписи населения 2014 года, в селе проживает 202 человека.
| Год  | Население | Мужчины | Женщины |
| ---- | --------- | ------- | ------- |
| 2002 | 226       | 107     | 119     |
| 2014 | ↘202      | 101     | 101     |